# 李錫済
李 錫済（イ・ソクチェ、朝鮮語: 이석제/李錫濟、1925年3月18日 - 2011年2月28日）は、大韓民国の陸軍軍人、政治家。5・16軍事クーデターの核心メンバーであり、第13代総務処長官、第5（代理を含む）・6代監査院長、第10代韓国国会議員を歴任した。
本貫は固城李氏。

## 経歴
日本統治時代の平安北道朔州郡出身。新義州ピョンガン（またはピョンアン）中学校卒、卒業後は日本の高等整備学校を1年6か月で修了し、日本軍の士兵となった。
解放後は単独越南し、1948年12月に陸軍士官学校（8期特別3班）に入校し、1949年3月に少尉に任官された。朝鮮戦争の時は一線小隊長として永川の戦いに参戦した最中に橋で貫通傷を負い、回復後は第11師団13連隊副官として戦闘に復帰した。その後は後方で勤務し、大邱大学（現・嶺南大学校）法学科に入学し1953年に卒業した（後は同大学院も卒業）。同年に昌原の第39師団連隊長、大邱の陸軍本部人事参謀部企画課長などを務め、1955年から昌原の第39師団連隊長を2年間務めながら陸軍大学に入校した。1957年に陸軍大学を卒業した後、1958年からは陸軍大学教官、1960年から陸軍本部軍需参謀部企画課長を歴任した。1960年に崔栄喜中将に対する陸軍領官級中堅将校の集団辞退勧告事件に巻き込まれたが、無罪と判定された。1961年に少将の朴正煕に会って、陸軍本部軍需参謀部企画課長（中領）として5・16軍事クーデターの事前計画から核心メンバーとして参加し、クーデター当時はKBS放送局の占領に加担した。クーデターの直後は中央組織行政班の責任者として主要政策および理念の樹立を行い、国家再建非常措置法などを制定した。その後は国家再建最高会議法制司法委員会委員長、不正蓄財処理委員として憲法と法律の制定、改正の実務的な責任を引き受け、傘下機関の改編に参加した。1961年7月11日に国家再建最高会議の憲法審議委員会を指揮し、10月31日に憲法改正案を完成させた。1963年1月に陸軍准将として予備役に編入後、共和党の結党委員を務めた。
1963年2月から同年12月までは第2代内閣事務処長、1963年12月17日から1969年10月20日までは第13代総務処長官を務めた。総務処長官在任中の1963年4月に国家公務員法の全面改正が行われ、職業公務員制度、公開競争採用試験、定員制度、人事考課制度、定年制度、公務員年金制度などが樹立された。1971年2月には大統領選挙の支援のため、忠清南道、忠清北道と全羅南道地域で遊説活動を行い、同年7月から1976年6月までは第5（代理を含む）・6代監査院長を務めた。監査院長在任中は農協と水協の一斉監査、グリーンベルト内の無許可・不法建築物の処理、建設会社10社の談合の摘発、泗川飛行場滑走路工事の監査などの活動を行った。
1978年12月に維新政友会所属の第10代国会議員に当選し、10・26事件直後の1979年11月29日には国会憲法改正特別委員会委員28人のうち1人として参加した。同年12月12日、維政会の機構である憲法調査分科委員会委員長に選任されたが、1980年3月10日に辞任した。公職辞任後の1980年、国務総理の丁一権の勧めで徳寿総合開発の名誉会長・顧問を務めたが、1984年7月に辞任した。同年12月には民族中興同志会の発足に参加し、1987年には新民主共和党常任顧問を務め、以後は永豊製紙の理事を務めた。
2011年2月28日に死去。享年86。